# استفان اشچپوویچ
استفان اشچپوویچ (صربی: Stefan Šćepović؛ زادهٔ ۱۰ ژانویهٔ ۱۹۹۰) یک بازیکن فوتبال اهل صربستان است.

## باشگاهی
از باشگاه‌هایی که در آن بازی کرده‌است می‌توان به پارتیزان، ختافه، اسپورتینگ گیخون، سمپدوریا، کلوب بروژ، باشگاه فوتبال سلتیک اشاره کرد.

## تیم ملی
وی همچنین در تیم ملی فوتبال صربستان بازی کرده است.